# Contrôle d'accès physique
Pour les articles homonymes, voir Contrôle d'accès.
 (juin 2008).

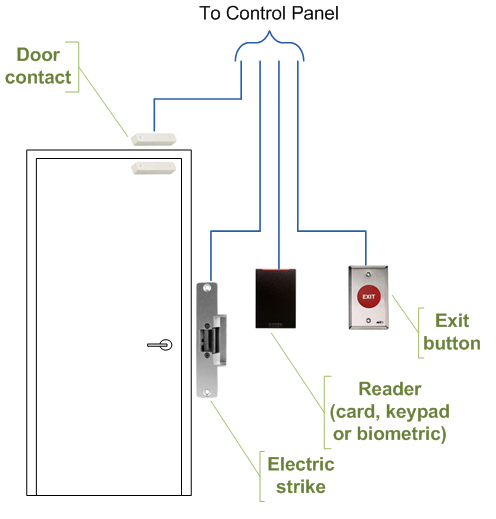
Schéma de câblage de la porte de contrôle d'accès.

Le contrôle d'accès physique est un dispositif permettant un accès contrôlé à un lieu, un bâtiment, un local, une machine ou des équipements spécifiques (comme un coffre ou un véhicule).

## Solutions de contrôle d'accès physique
Des solutions de contrôle d'accès physique peuvent être, par exemple :
- Lecteur de proximité
- Lecteur d'application
- Clavier à codes
- Lecteur Biométrique
- Tourniquet tripode
- Portillon d'accès
- Serrure
- Sas d'accès
- Barrière
- Antivol
- Cadenas
- Interphone
- Vidéophone
- Contrôle de l'unicité de passage

## Exemples d'application
Lorsque l'on veut limiter et contrôler l'accès à un bâtiment ou un local, qui contient des informations ou données à sécuriser, le contrôle d'accès par badges de proximité est une solution très répandue. 
Pour pouvoir pénétrer, il faut présenter devant un lecteur fixe un badge en cours de validité.
- Lors de la présentation du badge devant le lecteur, ce dernier envoie un champ électromagnétique afin d'alimenter le badge, par l'intermédiaire d'une bobine de cuivre intégrée dans ce dernier.
- Le transpondeur du badge envoie sur une onde de fréquence précise (le 125 kHz ou le 13,56 MHz mifare technologies les plus répandues) des données au lecteur de proximité.
- Le lecteur capte ainsi l'information unique du badge et le transmet à une centrale de contrôle d'accès ou UTL (unité de traitement local) qui autorise ou non l'ouverture de l'accès.

Le système de contrôle d'accès par badge le plus répandu et le plus utilisé en France sont les badges de contrôle d'accès pour les portes des halls HLM. On retrouve aussi beaucoup de systèmes par badge dans l'accès aux sociétés dans le milieu tertiaire ou industriel, le pointage, les badges RATP de Paris rechargeables, etc.
Pour des questions de coûts, dans le secteur de l'habitat collectif, le badge du résident se présente souvent devant le même lecteur qu'utilise le système Vigik d'où la confusion entre un badge "résident" et un badge de service "Vigik". Cependant le Système "Vigik" est un programme commun à toutes les marques alors que les programmes de contrôle d'accès et de gestion des badges "résidents" sont bien différents d'une marque à l'autre.

### Entreprises françaises

#### Guide du contrôle d'accès de l'ANSSI
L'agence nationale de la sécurité des systèmes d'information a publié un guide
Guide de recommandation sur la sécurisation des systèmes de contrôle d'accès physique et de vidéoprotection :
https://www.ssi.gouv.fr/entreprise/bonnes-pratiques/technologies-sans-contact/

#### CNIL
La CNIL encourage les entreprises à différencier les bases de données des différents systèmes de contrôle d'accès, notamment entre le système de contrôle d'accès à certaines parties « sensibles » d'un bâtiment et le système de « contrôle de présence et des horaires » des employés dans l'entreprise. Les sociétés qui enfreignent, par mégarde ou par calcul, cette règle de séparation sont à chaque fois condamnées à de lourdes amendes [réf. nécessaire] .
Le contrôle d'accès utilisant des techniques biométriques commence à se développer ; il est soumis à autorisation préalable de la CNIL, qui l'autorise plus facilement s'il n'utilise pas une technologie à trace (empreinte digitale, reconnaissance faciale) mais une technologie utilisant une caractéristique biométrique qui ne peut, en principe, être prise à l'insu de la personne à des fins d'usurpation de son identité (géométrie de la main, réseau veineux des doigts de la main).
Les technologies utilisant les empreintes digitales sont toutefois relativement facilement autorisées si celles-ci sont stockées sur support individuel (il est ainsi utilisé au Centre d'hébergement et de réinsertion sociale de Nice). D'autres types de contrôle d'accès utilisent notamment la Radio-identification.

### La Poste et Vigik
La Poste a développé un système de contrôle d'accès physique nommé Vigik permettant de s'affranchir des passes précédemment utilisés pour accéder aux immeubles d'habitation.
Les fabricants de contrôle d'accès pour les habitations résidentiels utilisent la même antenne de lecture pour les badges résidents non Vigik afin d'avoir 2 utilisations différentes sur un même lecteur : La fonction VIGIK servant pour les services de La Poste, EDF-GDF, La générale des Eaux, France télécom et tout autre opérateur souhaitant devenir prestataire Vigik + Contrôle d'accès des badges Résidents.
Le système de contrôle d'accès Vigik est une technologie dépassée et le code est cassé depuis plus de dix ans[réf. nécessaire]. Vigik est un système de portail automatique. Il ne contrôle plus réellement car il est facile de le cracker.